# Gudrun Schmidt (Skilangläuferin)
Gudrun Schmidt (* 7. Februar 1941 in Zeulenroda) ist eine ehemalige deutsche Skilangläuferin, welche einmal DDR-Meisterin im Skilanglauf wurde. Sie nahm für die Deutsche Demokratische Republik im Jahr 1968 an den Olympischen Winterspielen teil und startete zu ihrer aktiven Zeit für den SC Motor Zella-Mehlis.

## Karriere
Bei den DDR-Skimeisterschaften 1963 verpasste sie als Fünfte nur um eine Sekunde die Bronzemedaille über die 5 Kilometer. Ihre ersten Medaillen bei DDR-Skimeisterschaften gewann sie bei den DDR-Skimeisterschaften 1965. Während sie über die fünf Kilometer als Vierte erneut knapp eine Medaille verpasste, gewann sie über die 10 Kilometer hinter Christine Nestler mit etwa einer Minute Rückstand die Silbermedaille. Zudem gewann sie gemeinsam mit Sigrid Czekay und Luise Preiss für den SC Motor Zella-Mehlis die Silbermedaille in der 3-mal-5-Kilometer-Staffel hinter der ersten Staffel vom SC Dynamo Klingenthal. Ihren einzigen DDR-Meistertitel gewann Gudrun Schmidt bei den DDR-Skimeisterschaften 1968. Während sie über die 5 Kilometer und in der Staffel die Bronze- bzw. Silbermedaille gewann, setzte sie sich über die 10 Kilometer durch und gewann vor Christel Thiel und Anna Unger den DDR-Meistertitel.
Vor dem DDR-Meistertitel wurde sie vom Nationalen Olympischen Komitee der DDR für die Olympischen Winterspiele 1968 in Grenoble nominiert und ging dort dreimal an den Start. Im 5-Kilometer-Lauf wurde sie 13. und über die 10 Kilometer belegte sie den 14. Platz. Gemeinsam mit Renate Köhler und Christine Nestler liefen sie im Staffel-Wettbewerb auf den sechsten Platz.